# 2009 год в авиации
Список событий в авиации в 2009 году.

## События
- 17 января — упразднена авиакомпания flyLAL.
- 3 февраля — прекратил работу альянс ЭйрЮнион
- 6 марта — состоялась церемония снятия с вооружения МиГ-23БН ВВС Индии[1].
- 25 апреля — первый полёт американского базового патрульного противолодочного самолёта Боинг P-8 Посейдон.
- 1 мая — упразднена авиакомпания Air Fiji.
- 4 июля — недалеко от Минска, открыт Музей авиационной техники Центрального аэроклуба ДОСААФ имени С. Грицевца.
- 27 августа — начала полёты авиакомпания Авианова.
- 8 октября — упразднена авиакомпания КД авиа.
- 16 октября — в 11:56 по пути из Тулузы в Сеул А380 совершил первую посадку на территории России — в Московском аэропорту Домодедово — единственном в стране, готовом принимать подобные самолёты.
- 20 ноября — первый коммерческий перелёт А380 через Атлантику (с 538 пассажирами на борту). Парижский аэропорт Руасси — Нью-Йорк.
- 25 ноября — первый полёт административного самолёта Gulfstream G650.
- 23 ноября — упразднена авиакомпания Imair Airlines.
- 1 декабря
  - сформировано 1 Командование ВВС и ПВО.
  - сформировано 2 Командование ВВС и ПВО.
  - сформировано 3 Командование ВВС и ПВО.
  - сформировано 4 Командование ВВС и ПВО.
- 8 декабря — упразднена авиакомпания Atlantic Airlines.
- 11 декабря — первый полёт военно-транспортного самолёта Airbus A400M.
- 15 декабря — первый полёт пассажирского самолёта Boeing 787 Dreamliner.[2]
- 16 декабря — упразднена авиакомпания Flyglobespan.
- 24 декабря — первый полёт самолёта радиотехнической и оптико-электронной разведки Ту-214Р.

### Без точной даты
- Последний полёт британского турбовинтового регионального самолёта Vickers Viscount.

### Авиакатастрофы
- 9 января — вертолёт Ми-171 авиакомпании «Газпромавиа» с восемью пассажирами и тремя членами экипажа на борту, вылетевший из Бийска в Кош-Агач, потерпел крушение, столкнувшись с горой при попытке захода для выполнения зависания. Выжило 4 человека, погибло и умерло от ран на месте крушения вертолёта 7 человек.

Основная статья: Катастрофа Ми-171 на Алтае 9 января 2009

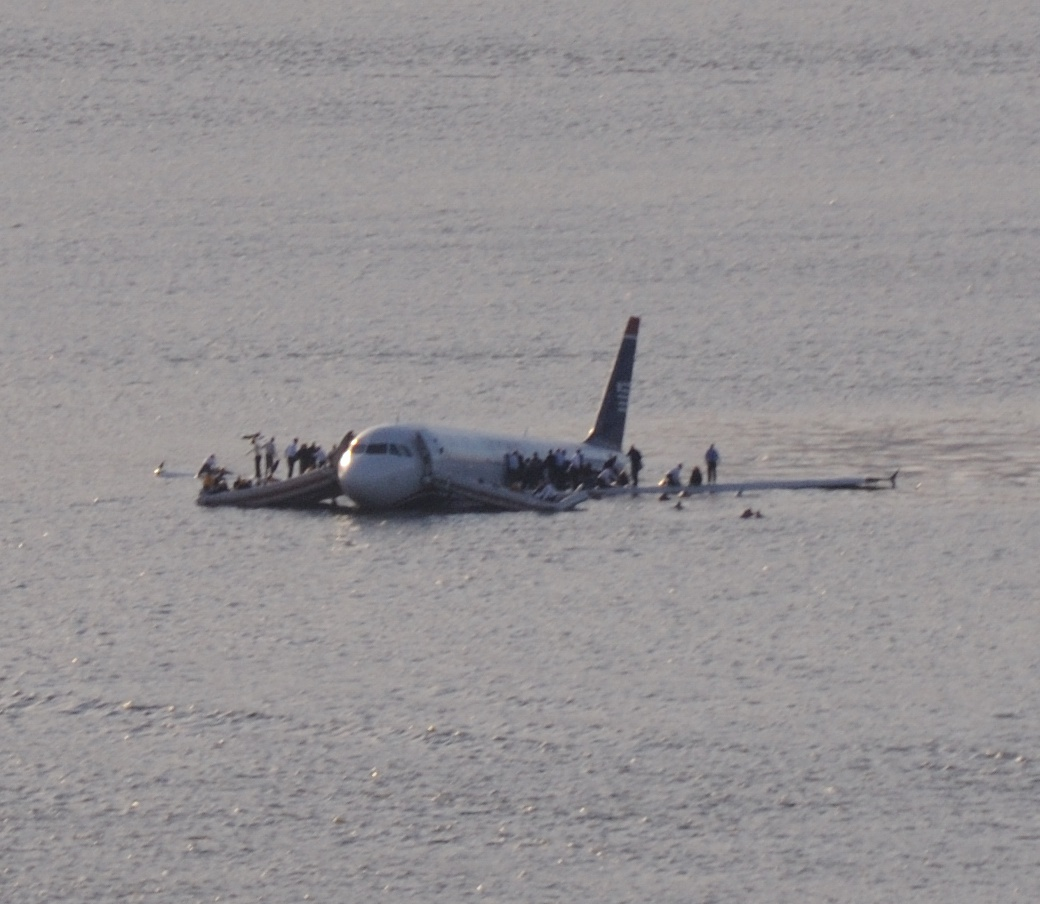
Аварийная посадка на Гудзон

- 15 января — Airbus A320, следовавший рейсом 1549 авиакомпании US Airways, совершил аварийную посадку на воду реки Гудзон в Нью-Йорке. Все находившиеся на борту 155 человек выжили и не получили существенных телесных повреждений.

Основная статья: Аварийная посадка А320 на Гудзон
- 12 февраля — в пригороде Буффало, США разбился Bombardier Dash 8 Q400, принадлежавший авиакомпании Colgan Air и совершавший рейс из Ньюарка в Буффало. Погибло 50 человек.

Основная статья: Катастрофа DHC-8 под Буффало
- 25 февраля — Boeing 737-800 турецкой авиакомпании Turkish Airlines с 134 пассажирами на борту разбился в аэропорту Схипхол, (Амстердам, Нидерланды). Погибло 9 человек, ранено более 50 человек.

Основная статья: Катастрофа Боинга-737 в Амстердаме 25 февраля 2009
- 1 июня — Airbus A330 французской авиакомпании Air France вылетел из Рио-де-Жанейро в Париж. Через 4 часа после вылета связь с самолётом была потеряна, по-видимому самолёт попал в сильную зону турбулентности и упал в океан. Через сутки поисковые группы нашли в океане обломки самолёта, которые однозначно идентифицировали как обломки пропавшего Аэробуса. Погибло 228 человек. Количество тел, найденных в океане после катастрофы Airbus, возросло до 50 человек.

Основная статья: Катастрофа A330 над Атлантическим океаном 1 июня 2009 года
- 30 июня — Airbus A310 Йеменской авиакомпании Yemenia вылетел из Парижа на Коморские Острова. Рейс 626 авиакомпании Yemenia, летевший из Парижа с пересадкой в Йемене (г. Сана) и следовавший на Коморские Острова, разбился в 23:30 по среднеевропейскому времени 29 июня 2009 года. На борту было 153 человека (142 пассажира и 11 членов экипажа, из них — 66 французов). Самолёт следовал из международного аэропорта имени Шарля де Голля (Париж) с утра 29 июня, и сделал дозаправку в Сане, Йемен. Самолёт вылетел из Саны и следовал на Коморские Острова. Самолёт вылетел из Саны в 2:30 по местному времени 30 июня. Однако по пока невыясненным причинам самолёт рухнул в Индийский океан в территориальных водах Коморских Островов за несколько минут до посадки. Возможно, причиной являлись неблагоприятные погодные условия.

Основная статья: Катастрофа A310 возле Коморских Островов 30 июня 2009 года
- 15 июля — Ту-154, выполнявший рейс 7908 Caspian Airlines из Тегерана в Ереван разбился севернее села Джаннатабад в провинции Казвин на севере Ирана 15 июля 2009 года. Все находвишиеся на борту 168 человек, в том числе 15 членов экипажа (граждане Ирана, Армении и Грузии) погибли. Среди пассажиров была также юношеская сборная Ирана по дзюдо.

Основная статья: Катастрофа Ту-154 под Казвином 15 июля 2009
- 24 июля — самолёт, принадлежащий Aria Air, совершавший регулярный внутренний пассажирский рейс между столицей страны — Тегераном и Мешхедом (на северо-востоке Ирана) совершил посадку на середине взлётно-посадочной полосы, в результате чего выкатился за её пределы и врезался в бетонную стену, ограничивающую территорию аэропорта. Кроме того, у лайнера загорелось шасси. В кабине пилотов образовалось сильное возгорание.

Основная статья: Катастрофа Ил-62 в Мешхеде 24 июля 2009